# Artimpaza odontoceroides
Artimpaza odontoceroides är en skalbaggsart som beskrevs av Thomson 1864. Artimpaza odontoceroides ingår i släktet Artimpaza och familjen långhorningar.
Artens utbredningsområde är Filippinerna. Inga underarter finns listade.